# Markus Ressler
Markus Ressler (* 4. Februar 1976 in Leoben) ist ein ehemaliger österreichischer Triathlet.

## Werdegang
Markus Ressler war erst im Fußballverein aktiv, kam dann zum Schwimmsport und begann 1990 mit Triathlon. Seit 2001 startet er als Profi. 2008 gewann er in Podersdorf den Triathlon über die Halbdistanz.

Im August 2009 zog er sich bei einem Trainingssturz einen Schlüssenbein- und Rippenbruch zu und musste pausieren.
Im Mai 2013 konnte er auf der Wiener Donauinsel den Vienna City Triathlon auf der Sprintdistanz gewinnen.
Markus Ressler startete als Profi-Athlet für den Grazer hurtigflink LTC und wurde trainiert von Marcel Diechtler. Seit 2013 tritt er nicht mehr international in Erscheinung.
Ressler lebt in Graz. Er hat ein Studium der Sportwissenschaften abgeschlossen und ist heute als Personal Coach tätig.

## Sportliche Erfolge
| Datum/Jahr    | Rang | Wettbewerb                                       | Austragungsort | Zeit     | Bemerkung |
| ------------- | ---- | ------------------------------------------------ | -------------- | -------- | --- |
| 9. Juni 2013  | 8    | Ironman 70.3 Tokoname                            | Tokoname       |          | |
| 18. Mai 2013  | 1    | Vienna City Triathlon                            | Wien           | 01:00:28 | Sieger auf der Sprintdistanz (0,75 km Schwimmen, 22,5 km Radfahren und 5 km Laufen)                           |
| 23. Jan. 2011 | 11   | Ironman 70.3 South Africa                        | Buffalo City   | 04:26:47 | [ 3 ] |
| 5. Dez. 2010  | 11   | Ironman 70.3 Asia Pacific                        | Phuket         | 04:19:08 | [ 4 ] |
| 24. Mai 2009  | DNF  | Ironman 70.3 Austria                             | St. Pölten     | –        | |
| 9. Mai 2009   | 3    | ÖTRV Staatsmeisterschaft Triathlon Mitteldistanz | Graz           | 03:39:46 | Vierter Rang beim Austrian 1/2 Triathlon – und damit Bronze bei der ÖSTM über die doppelte olympische Distanz |
| 30. Aug. 2008 | 1    | Austria-Triathlon                                | Podersdorf     | 04:05:00 | Sieg vor dem Deutschen Lothar Leder auf der Halbdistanz                                                       |
| 2. Juni 2007  | 8    | Ironman 70.3 Austria                             | St. Pölten     | 04:05    | |

| Datum/Jahr    | Rang | Wettbewerb        | Austragungsort    | Zeit     | Bemerkung                                                              |
| ------------- | ---- | ----------------- | ----------------- | -------- | ---------------------------------------------------------------------- |
| 9. Sep. 2012  | 14   | Ironman Wisconsin | Madison           | 09:24:17 |                                                                        |
| 12. Sep. 2010 |      | Ironman Wisconsin | Madison           | 11:50:02 |                                                                        |
| 22. Nov. 2009 | 12   | Ironman Arizona   | Tempe             | 08:46:47 | [ 6 ]                                                                  |
| 11. Okt. 2008 | DNF  | Ironman Hawaii    | Hawaii            | –        |                                                                        |
| 24. Mai 2008  | 6    | Ironman Lanzarote | Puerto del Carmen | 09:12:30 | qualifiziert für einen Startplatz bei der Weltmeisterschaft auf Hawaii |
| 13. Okt. 2007 | 171  | Ironman Hawaii    | Hawaii            | 09:41:35 |                                                                        |
| 26. Aug. 2007 | 8    | Ironman Canada    | Penticton         | 08:57:17 | erstes Ironman-Finish                                                  |

(DNF – Did Not Finish)